# Estación Santa Fe (Mitre)
Santa Fe es una estación ferroviaria ubicada en la Ciudad de Santa Fe, departamento La Capital, Provincia de Santa Fe, Argentina.

## Servicios
La estación corresponde al Ferrocarril General Bartolomé Mitre (principalmente), y al Ferrocarril General Belgrano de la red ferroviaria argentina.
Se encuentra actualmente sin operaciones de pasajeros ni de cargas.
Hasta 2007, Trenes de Buenos Aires operaba esta estación cuando el servicio iba a Buenos Aires.
En su edificio se encuentra funcionando desde hace más de 20 años el Centro Cultural y Social "El Birri". Dicho espacio cuenta con una Biblioteca Popular y una Sala Popular de Teatro -única en el sector oeste de la ciudad-, la cual forma parte del circuito del Instituto Nacional de Teatro .

## Actualidad
Tras décadas de abandono, se hicieron obras (en diversas etapas, se cumplió la primera) en la estación, las cuales se enfocaron en lo que es infraestructura, mampostería, pintura, etc.
Esto, aparentemente, con vistas a la aplicación de un servicio metropolitano entre Santa Fe y Santo Tomé.

## Imágenes

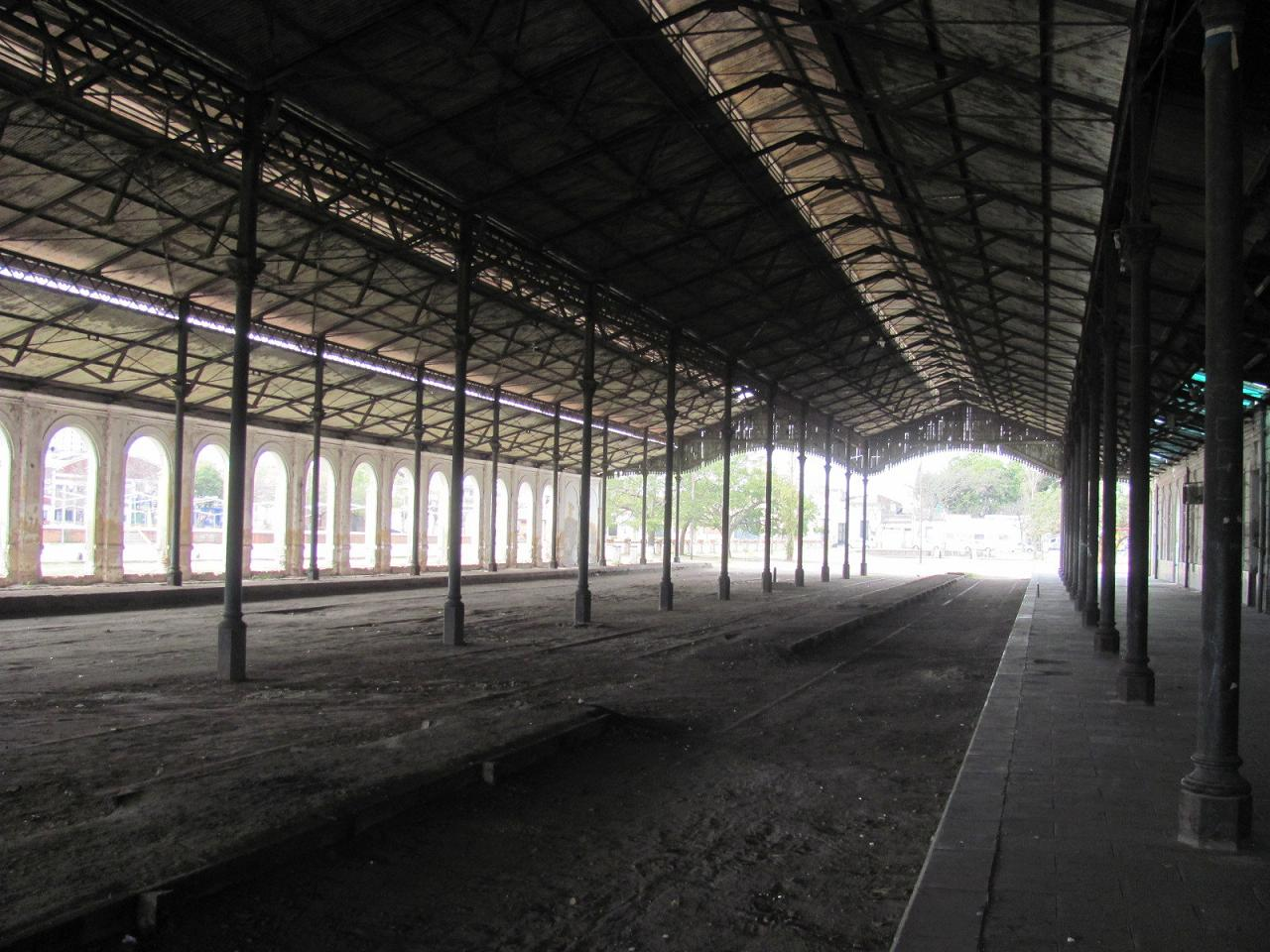
Andenes abandonados en 2013